# Carlos Batres
Carlos Alberto Batres González (Città del Guatemala, 2 aprile 1968) è un ex arbitro di calcio guatemalteco.

## Carriera
Arbitro internazionale dal 1996 nella sua carriera partecipa a molti tornei prestigiosi: comincia nel 1999 quando dirige al Campionato mondiale di calcio Under-17 in Nuova Zelanda, tre anni dopo, nel 2002, dirige la finale di Gold Cup tra Stati Uniti e Costa Rica, esperienza ripetuta anche nel 2005 dove si ritrovarono Stati Uniti e Panama e nel 2007 Stati Uniti-Messico (partecipa anche a questo stesso torneo nel 2000 e nel 2003).
Nel 2004 viene convocato per partecipare al torneo calcistico dei Giochi Olimpici di Atene dove dirige due partite della fase a gironi e il quarto di finale tra Iraq-Australia.
Nel 2006 dirige la finale del Mondiale per club a Yokohama tra Barcellona e Internacional de Porto Alegre.
Nel 2001 e nel 2003 viene convocato dalla FIFA per il torneo Confederations Cup, a cui era stato invitato anche nel 2009 in Sudafrica nel mese di giugno, ma non avendo superato i test atletici è stato sostituito.
Nell'ottobre 2009 giunge la convocazione per dirigere, per la seconda volta in carriera, al Mondiale Under 17 in Nigeria.

## Le apparizioni ai Mondiali
Carlos Batres è il secondo rappresentante proveniente dalla piccola Federazione del Guatemala ad essere stato selezionato per i Mondiali di calcio (il primo fu Romulo Mendez Molina, impiegato ai Mondiali 1982 e 1986).
È riuscito a coronare questo traguardo in occasione dei Mondiali in Corea e Giappone nel 2002, quando arbitrò Danimarca-Senegal e l'ottavo di finale Germania-Paraguay.
Per la verità, Batres avrebbe dovuto ripetere l'esperienza anche nel 2006 in Germania ma, nonostante fosse stato regolarmente selezionato, ha dovuto rinunciare per i postumi di un infortunio al ginocchio, venendo così sostituito dalla prima delle riserve, il messicano Marco Rodríguez.
Partecipa ai Mondiali nel 2010, visto che è stato selezionato dalla FIFA per l'edizione sudafricana.
La sua prima partita nell'edizione del 2010 è Algeria-Slovenia, il 13 giugno 2010, valida per il gruppo C: il guatemalteco viene designato in un secondo momento, a causa di un infortunio patito da Pablo Pozo, arbitro invece originariamente designato. Successivamente, riceve l'incarico di dirigere Italia-Nuova Zelanda, valida per la seconda giornata del gruppo F, ed in programma il 20 giugno 2010.(prima di quel match aveva perso la madre a causa di una malattia);arbitra inoltre il quarto di finale tra Spagna e Paraguay.
Dopo il mondiale sudafricano, il guatemalteco decide di concludere la carriera e diventa capo del settore arbitrale della CONCACAF e componente della Commissione arbitri della FIFA.

### Fonti
- Sito della CONCACAF, su CONCACAF.com.
- Sito della FIFA, su FIFA.com.